# Meagher County
Meagher County is een county in de Amerikaanse staat Montana.
De county heeft een landoppervlakte van 6.195 km² en telt 1.932 inwoners (volkstelling 2000). De hoofdplaats is White Sulphur Springs.